# Tour de France Femmes

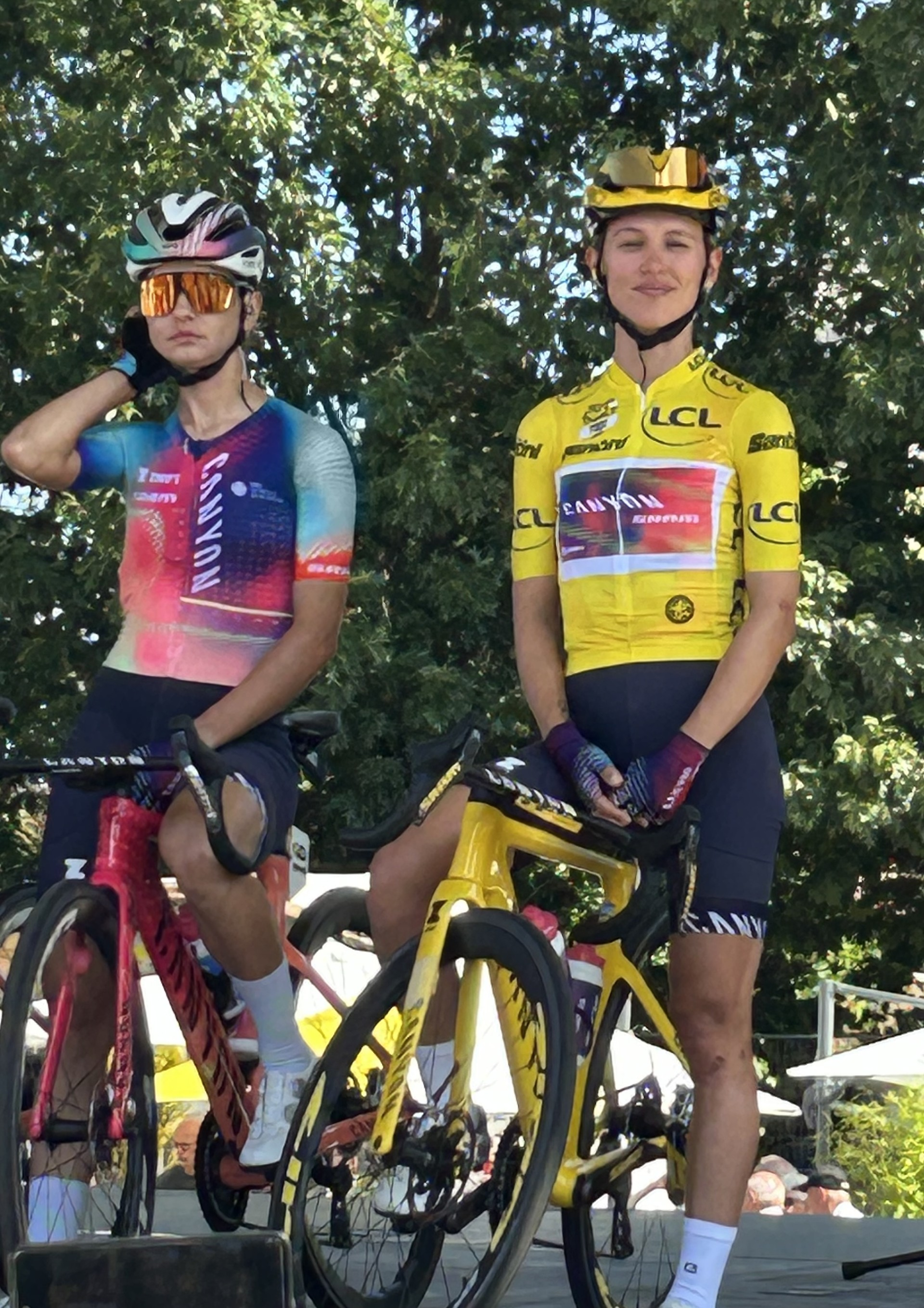
Die polnische Siegerin 2024 Katarzyna Niewiadoma mit ihrer Teamkollegin Agnieszka Skalniak-Sójka

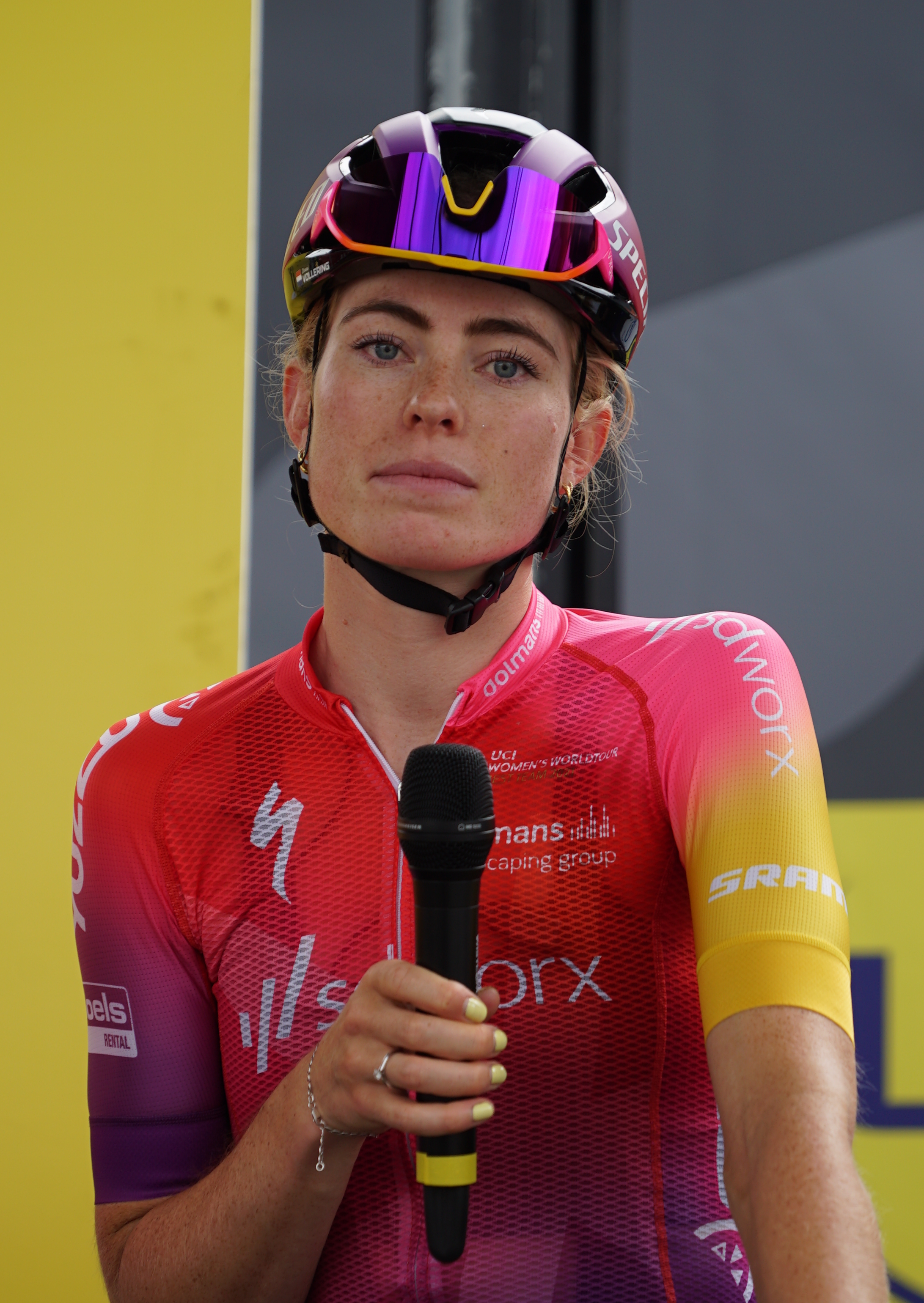
Die niederländische Siegerin 2023 Demi Vollering

Die Tour de France Femmes ist ein bedeutendes französisches Etappenrennen im Frauenradrennsport. Es findet seit 2022 statt, jeweils im Anschluss an die Tour de France, dem weltweit bedeutendsten Etappenrennen für Männer.

## Geschichte

### Vorgänger-Wettbewerbe
Ein erstes Tour de France féminin genanntes Etappenrennen fand 1955 statt. Das Rennen ging über fünf Tage und 400 Kilometer, es nahmen 41 Fahrerinnen daran teil. Dieses Rennen wurde nicht von der Société du Tour de France veranstaltet, welche die Tour de France der Männer organisierte, sondern durch Jean Leulliot, der seinerzeit auch für Paris–Nizza zuständig war und die kurzlebige Tour d’Europe ins Leben rief. Auch die Tour de France féminin hielt sich nicht und verschwand nach einer Ausgabe wieder.
1984 rief die Sociéte du Tour de France (heute: ASO) unter der Leitung von Félix Lévitan wiederum eine Tour de France féminin ins Leben. Dieses Etappenrennen fand zeitgleich mit der Tour der Männer statt; die Frauen starteten vor der Werbekarawane und bestritten in der Regel die letzten 60 bis 80 Kilometer des Männer-Rennens. Das Rennen hatte in dieser Form bis 1989 Bestand, umfasste jeweils 11 bis 18 Etappen und war geprägt von den Duellen zwischen Jeannie Longo und Maria Canins. Nach der Ablösung Félix Lévitans als Tour-Direktor wurde die Frauen-Tour aus wirtschaftlichen Gründen mit der Tour de l’Avenir zusammengelegt, welche in jenen Jahren unter dem Namen Tour de la CEE lief und neben Frankreich auch andere Länder der Europäischen Wirtschaftsgemeinschaft durchquerte. Die Tour de la CEE féminin dauerte von 1990 bis 1993 und wurde dann eingestellt.
Als Alternative kreierte der Veranstalter Pierre Boué 1992 zusammen mit Jeannie Longo ein unabhängiges Rennen unter dem Namen Tour Cycliste féminin. Dessen Konzept orientierte sich wiederum an dem der vormaligen Tour de France féminin, war auf Frankreich zentriert und dauerte in der Regel zwei Wochen. Da die ASO die Rechte an dem Begriff Tour beanspruchte, änderte das Rennen seinen Namen ab 1999 in Grande Boucle Féminine. In den 2000ern geriet auch dieses Rennen in wirtschaftliche Schwierigkeiten, unter anderem infolge der Festina-Affäre. 2004 musste es ausfallen, 2005 kam es in reduzierter Form zurück, konnte aber nicht mehr zu seiner vorigen Bedeutung zurückfinden und stellte nach 2009 seine Existenz ein. Ihren Platz nahm die Route de France Féminine ein, die von 2006 bis 2016 abgehalten wurde und jeweils sechs bis neun Tage dauerte. Sie war in dieser Zeit das bedeutendste Etappenrennen für Frauen in Frankreich, schaffte aber nicht die Aufnahme in die 2016 geschaffene UCI Women’s WorldTour und stellte dann ebenfalls den Betrieb ein.
In der Zwischenzeit hatte die ASO nach einer Petition mit über 90.000 Unterschriften wieder Interesse am Frauen-Radsport gezeigt und 2014 ein Rennen namens La Course by Le Tour de France ins Leben gerufen. Dieses fand (mit einer Ausnahme) als Eintagesrennen statt und wurde jeweils am selben Tag und auf ähnlicher Strecke wie eine prestigeträchtige Tour-de-France-Etappe abgehalten.

### Tour de France Femmes
Im Mai 2021 kündigte die Amaury Sport Organisation an, ab 2022 die Tour de France Femmes zu veranstalten. Renndirektorin ist seither Marion Rousse.
Die erste Austragung der Tour de France Femmes wurde für die Zeit vom 24. bis 31. Juli 2022 unter dem offiziellen Namen Tour de France Femmes avec Zwift in den Kalender der UCI Women’s WorldTour aufgenommen, wobei die erste Etappe auf einem Rundkurs auf den Champs Élysées vor der Zielankunft der Tour de France 2022 der Männer ausgetragen wurde. Das Rennen endete nach acht Etappen mit einer Bergankunft auf der Planche des Belles Filles.
2023 fand das Rennen zwischen dem 23. Juli und 30. Juli statt. Es enthielt erstmals eine Hochgebirgsetappe mit dem Col d’Aspin und dem Col du Tourmalet. 2024 startete die Tour im niederländischen Rotterdam. Die dritte Ausgabe suchte erstmals die Alpen auf, mit dem Ziel Alpe d’Huez. Mit gerade einmal vier Sekunden Vorsprung gewann die Polin Katarzyna Niewiadoma vor der Vorjahressiegerin aus den Niederlanden Demi Vollering.
2026 soll die Tour in der Schweiz starten, 2027 finden die drei ersten Etappen in Großbritannien statt.

## Palmarès
| Jahr | Siegerin               | Zweite         | Dritte               |
| ---- | ---------------------- | -------------- | -------------------- |
| 2022 | Annemiek van Vleuten   | Demi Vollering | Katarzyna Niewiadoma |
| 2023 | Demi Vollering         | Lotte Kopecky  | Katarzyna Niewiadoma |
| 2024 | Katarzyna Niewiadoma   | Demi Vollering | Pauliena Rooijakkers |
| 2025 | Pauline Ferrand-Prévot | Demi Vollering | Katarzyna Niewiadoma |
| 2026 |                        |                |                      |